# Данило Галицький

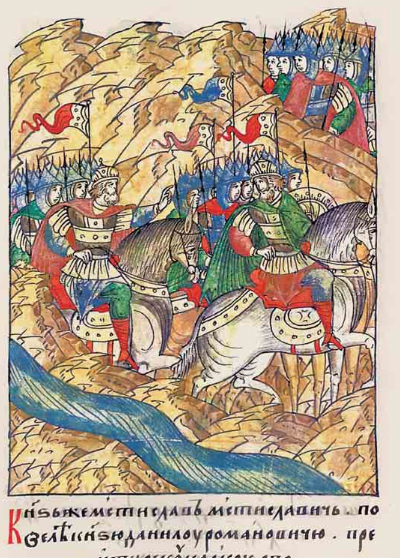
Данило Романович і Мстислав Удатний зі своїми військами

Дани́ло Рома́нович (1201 — 1264)  — король Русі (1253—1264), князь галицький (1205—1206, 1211—1212, 1230—1232, 1233—1234, 1238—1264), володимирський (1205—1208, 1215—1238), Великий князь Київський (1239—1241). Представник роду Романовичів, гілки Володимирських Мономаховичів із династії Рюриковичів.
Старший син Великого князя Київського Романа Мстиславича та Анни, походження якої достеменно невідоме, за припущенням деяких дослідників, вона могла були візантійською або угорською принцесою. Брав участь у битві на Калці проти монголів, був поранений (1223). Після смерті батька відновив і розбудував Галицько-Волинське князівство. У союзі з половцями розбив галицьку боярську опозицію та своїх конкурентів на трон під проводом Ростислава Михайловича у битві під Ярославом (1245). Зазнав нападу монголів (1241), визнав себе їхнім васалом (1245). Уклав союзи із Римом, Тевтонським орденом та сусідніми монархами. Безрезультатно намагався утворити європейську антимонгольську коаліцію.
Сподіваючись на допомогу західних союзників, прийняв від папи Іннокентія IV королівську корону та католицьких кліриків (1253).
Як союзник Арпадів брав участь у війні за австрійську спадщину (1252—1253). Сприяв розвитку міст: збудував Холм, Львів, Кременець, Данилів, Стіжок, відновив Дорогичин. Час його правління — доба найбільшого економічно-культурного піднесення та політичного посилення Королівства Русі. Помер у Холмі. З 2003 року існує державна нагорода України — Орден Данила Галицького.

## Імена
- Данило Рома́нович (д.-рус. Данилъ Романовичъ) — в українській традиції з патронімом[3][4][5][6].
- Коро́ль Дани́ло[7] — популярне іменування, для підкреслення королівського титулу.
- Дани́ло Га́лицький — історіографічна назва[8], яку перейняли українські автори ХІХ ст[9].

## Титули
- «Simperio totius Russiae otitus. Rex fuit, honorem regium habuit, aeternumque in Ruthenia suis reliquit».

## Біографія

### Молоді літа
Після смерті батька, князя Романа Великого (1205), його малолітні діти Данило та Василько не мали шансів утримати владу в Галичі.
Вдова Романа Анна з синами переїхала з Галича до Володимира на Волині, де був похований її чоловік. 1206 року вона з Васильком вирушила до Кракова, Данила відіслала до двору короля Андрія II, де він провів 6 років як годованець і вихованець. Анна виконувала роль Регента при малолітніх синах до 1215 року, коли Данило став правити у Володимирі самостійно — тоді пішла до монастиря.
Свої династичні права на Галич заявили онуки Ярослава Осмомисла, Мстислав Удатний, інші нащадки родичів Романа, зять Романа Михайло Чернігівський і його син Ростислав. Також на галицькі землі претендували споріднені династії Арпадів та П'ястів.
1211 року — бояри посадили Данила князювати в Галичі, але вигнали 1212 року.
У 1214 році — в Спиші угорський король Андрій II і краківський князь Лешко I Білий за згоди папи Іннокентія III уклали угоду, відповідно до якої Королями Русі ставали Коломан (син Андрія II) та його дружина Саломея (дочка Лешка I Білого).

### Боротьба за галицький трон
Упродовж понад 10 років молоді Романовичі не відігравали майже ніякої ролі в бурхливих подіях, що розгорталися у їхній вотчині. У 1215 році за підтримки краківського князя Лешка I Білого Данило став князем у Володимирі на Волині. Заволодівши містом, молоді Романовичі почали вести самостійну політику. Головну роль відігравав Данило як старший, Василько став його помічником і союзником.
Коли торопецький князь Мстислав Удатний опанував Галич, він поріднився з Данилом, видавши за нього свою доньку Анну в 1219 році. Цей шлюб був результатом порозумінням волинських Мономаховичів зі смоленськими, які вели боротьбу за спадщину в Королівстві Русі, що спалахнула після загибелі Короля Русі Романа І під Завихостом в 1205 році. Лешко I Білий, посварившись з Мстиславом, вигнав його й посадив у Галичі зятя — королевича угорського Коломана 1220 року. Мстислав із допомогою Данила вигнав угорців із Галича 1221 року.
1223 року разом з іншими руськими князями брав участь у битві на Калці проти монголів. Був поранений у груди й відступив з поля битви.
Незабаром між Данилом та його тестем виникли суперечки за владу в Галичі. Ще більше посварив їх двоюрідний брат Данила, белзький князь Олександр Всеволодович, який свого часу марно намагався опанувати Волинь. 1225 року він озброїв Мстислава проти Данила, який воював за Галич у союзі з Лєшком I Білим. Мстислав закликав половців, Александер тим часом запевняв його, що Данило має намір вбити тестя. Згодом Данило та Мстислав помирилися, 1228 року спільно воювали проти Арпадів.
1227 року:
- галицькі бояри (передусім Судислав) умовили Мстислава Удатного перед смертю передати Галич не Данилу, а своєму зятеві, королевичу Андрію.
- Данило з Василем провели успішний похід на Луцьк проти Ярослава Ігоровича, який закінчився взяттям міста і приєднанням князівства до володінь Романовичів. Одразу після походу Данило передав Василію Луцьк і Пересопницю
- Данило і Василій провели успішний похід на Чарторийськ, в якому князювали ворожі Данилу пінські князі. Похід завершився взяттям і приєднанням міста до володінь Данила Романовича і полоном пінських князів.

У відповідь велика коаліція у складі Ростислава Пінського, Михаїла Чернігівського, Володимира Рюриковича разом з половцями 1228 року взяла в облогу місто Кам'янець — володіння Данила. Ініціатором походу був Ростислав Пінський, який мстив за взятих у полон дітей. Однак Романовичі в союзі з Александром Всеволодович вчинили несподіваний похід на Київ — Михаїл Чернігівський та Володимир Київський змушені були зняти облогу і піти на примирення з Данилом.
Об'єднавши Волинь, Данило передав її братові Василію (1230), сам розпочав боротьбу за Галицьку землю. 1229 року його прихильники в Галичі запросили Данила на престол. Він узяв місто в облогу та, попри спалення містянами мосту через Дністер, захопив Галич. Данило Романович відпустив захопленого в полон королевича Андрія, але згодом той, за підтримки боярина Судислава та свого батька — короля Андрія — зробив ще одну (невдалу) спробу захопити Галич.
Галицькі бояри у змові з Олександром Белзьким готували вбивство Данила, але брат Василій випадково викрив змову. Романовичі почали війну проти Олександра Белзького, який утік до Арпадів, звідки разом з військом королевича Андрія підійшов до Галича і взяв його.
1232 року Данило в союзі з київським великим князем Володимиром Рюриковичем та половцями без успіху воював проти Арпадів. Невдовзі, під час облоги Галича волинянами, помер королевич Андрій, і Данило посів галицький трон.
1233 року під Шумськом було розбито військо Арпадів. Перед битвою Данило Романович молився в міському храмі св. Симеона.
1235 року Михаїл Чернігівський зайняв Галич і залишив там свого сина Ростислава.
Леонтій Войтович не відкидає можливості коронації Данила Романовича, яку міг здійснити імператор Фрідріх ІІ Гогенштауфен у Відні 1237 р.
1238 року Данилу вдалось взяти Галич і остаточно опанувати Галицьке князівство. Розбив лицарів Добжинського ордену в битві під Дорогичином і повернув в свої володіння порубіжні з Мазовією землі Берестейщини. Того року підкорив Турівське князівство.

### Монгольська навала

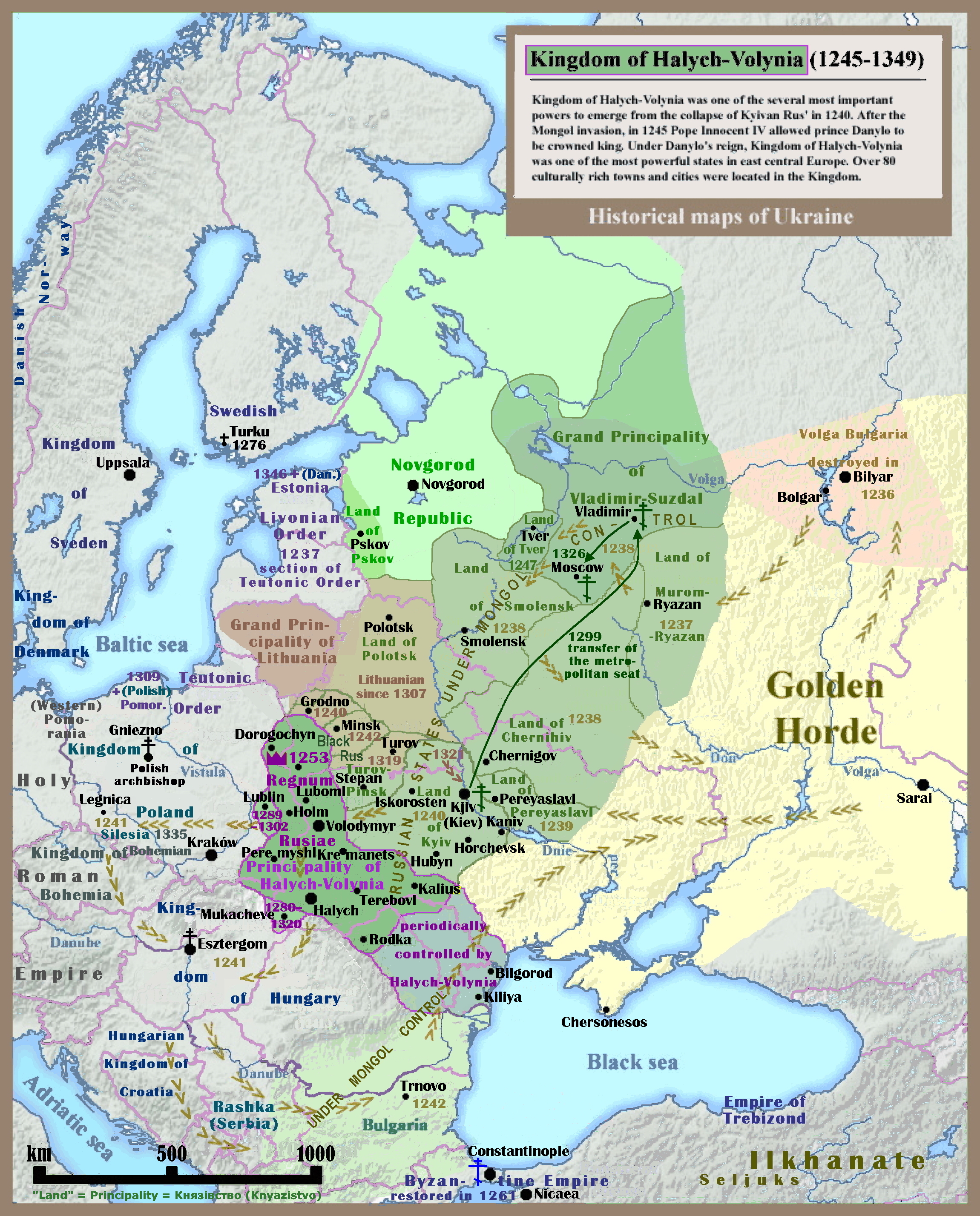
Галицько-Волинське князівство, Королівство Русі (1245—1349)

1239 (1240) року князь Данило зайняв Київ, де не було князя, та посадив там свого намісника — воєводу Дмитра.
У грудні 1240  року воєвода Дмитро, очолив оборону Києва від орд хана Батия, але місто відстояти не вдалося.
1241 року орди хана Батия, рушили на Волинь та Галич. У цей час, князь Данило не був на своїх землях — їздив до Арпадів з сином Левом сватати королівську доньку Констанцію. Коли отримав відмову, поїхав у Польщу, де залишався до відходу татар. Володіння його були спустошені; щоб урятувати хоча б щось, Дмитро переконав Батия йти на угрів.
Повернувшись до Галичини, Данило змушений був придушувати боярський заколот. Після цього його давній ворог Ростислав Михайлович, кілька разів протягом 1241—1245 років нападав на Галицьку землю, в союзі з руськими князями, або з поляками, або з військом свого тестя — угорського короля.
У 1240-х роках, Данило заснував на річці Угорці, місто Холм. Сюди, на західні кордони своєї держави, якомога далі від татар, він переніс свою столицю з Галича. На заклик Данила, її заселили численні ремісники, будівничі, що тікали від татар, а також іноземці. Головною спорудою Холма, стала велична й багато оздоблена церква Іоанна Златоуста. Зводилися й інші храми: Кузьми та Дем'яна, пресвятої Богородиці.
17 серпня 1245 року в битві під Ярославом війська Данила та його брата Василія розбили полки чернігівського князя Ростислава та його союзників, що завершило майже 40-річну боротьбу за владу над Королівством Русі. Ця битва була однією з найбільших в історії Русі XIII століття.
До того часу Королівство Русі не було обкладене татарською даниною. Після Ярославської битви хан Мауці надіслав до Данила посла з вимогою: «Дай Галич!». Данило, подумавши, відповів: «Не дам півотчини своєї, але поїду до Батия сам».
Він був змушений поїхати до ханського двору в Сараї і визнати залежність від Золотої Орди. Хоча його прийняли там досить милостиво, але перенесені приниження змусили згодом літописця завершити розповідь про цю подорож словами: «Зліше зла честь татарська». «Данилови Романовичю князю бившу велику, обладавшу Рускою землею, Києвом й Володимером й Галичем». У переговорах з Батиєм Данило домігся від нього підтвердження своєї влади над Галицько-Волинським князівством, але не над Києвом. До того ж він був зобов'язаний надсилати своє військо для участі в походах Батия на Польщу, Литву, Угорщину та інколи платити данину.
Добрі відносини з татарами пішли, проте, на користь Данилу Романовичу: король Угорщини Бела IV погодився на шлюб своєї дочки Констанції з сином Данила, Левом. Цей родинний зв'язок спричинив участь Данила в боротьбі угорського короля з чеським за австрійську спадщину. При цьому його син Роман одружився з наступницею трону Австро-Штирійського герцогства Гертрудою і на початку 1250-х (після смерті її батька, герцога Фрідріха II) Данило заявив свої права на його володіння як на посаг своєї невістки. Він втрутився у війну за австрійський трон, але його участь у ній (з допомогою поляків) була невдалою.
У цей час стала набирати силу Литва під владою короля Міндовга. Данило пішов війною на Литву, але Міндовг замирився з ним, віддав за Данилового сина Шварна свою дочку, а в посаг за нею дав міста Новгородок, Слонім і Вовковиськ.

### Коронація
Вимушене підпорядкування татарам обтяжувало Данила. Він проводив походи на прикордонні з татарами землі по річках Случ і Горинь — проти так званих «татарських людей», будував укріплення (Кременець і Данилів так і не були взяті татарами), розпочав реорганізацію війська, ударною силою якого стала важкоозброєна кінна дружина, а також селянське і міщанське ополчення, шукав союзу з Заходом, зокрема, схилявся до пропозицій, що надходили від папи Інокентія IV. Папський посол Джованні Да Плано Карпіні дорогою в Монгольську імперію розмовляв з Василієм про поєднання церков (1246). Сам Данило погодився прийняти від Папи королівський вінець, і 7 жовтня (за іншими даними — в грудні) 1253 року був коронований у Дорогичині папським легатом абатом Опізо.

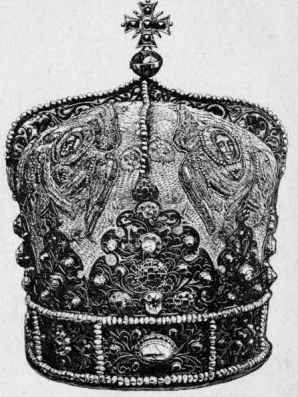
Митра Перемиських єпископів. За легендою, - це перероблена корона Данила Романовича

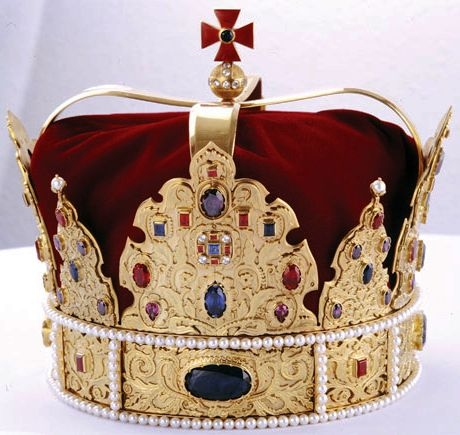
Реконструкція корони короля Данила Романовича

Плано Карпіні на шляху до Монгольської імперії зустрівся з Василієм Романовичем у Ленчиці наприкінці 1245 року. Після цієї зустрічі Карпіні вирушив на Волинь, ймовірно до Володимира, де перед руськими єпископами прочитав папську буллу та закликав приєднатися до Католицької церкви. Проте відповіді на свою пропозицію не отримав, бо Данило Романович був на той час у Монголії. Саме на півдорозі до Орди папський легат і зустрів Данила. Результатом їхніх перемовин стало те, що Данило задля встановлення відносин з папською курією відіслав ігумена монастиря Святої Гори Григорія до Ліона (тодішньої резиденції Папи). Відтак між Папою та Данилом зав'язалося тривале листування.
3 травня 1246 року курія надіслала Данилові Романовичу 7 листів. Проте результатом листування було лише те, що Папа надіслав архієпископа Альберта. При цьому Папа протягом довгого часу давав обіцянки військової допомоги від католицьких держав. Пізніше Данило тимчасово перервав листування з Папою. Зробив він це з політичних, а не релігійних причин. Пізніше відновив контакти з Папою.

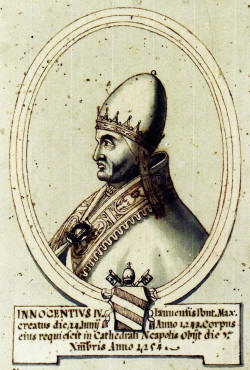
Папа Інокентій IV

1253 року Папа звернувся до християн Чехії, Моравії, Сербії, Помор'я та Пруссії з закликом до хрестового походу проти татар, а до Данила відправив посольство на чолі з легатом Опізо з королівською короною і скіпетром. У місті Дорогичині в грудні 1253 папський легат коронував і помазав Данила, який прийняв королівську відзнаку «від усіх своїх єпископів» (тобто його одночасно коронували разом католицькі і православні єпископи), підкреслюючи цим, що коронується (що водночас було відкритим викликом Золотій Орді, бо як васал хана Данило не мав права цього робити) не лише він, а сама Русь.
Незважаючи на бажання Короля Русі Данила І і Папи римського, тодішні монархи виявилися не зацікавлені у Хрестовому поході проти монголів.

### Король Русі Данило І
На жаль, на відозви Папи Римського до хрестового походу проти монголів ніхто серед тодішніх європейських монархів не відгукнувся (окрім власне самого короля Данила). Король Данило почав готуватися до опору власними силами. Час був сприятливий: після смерті Батия в Орді почалися ворохобні; татарським темником (намісником) у цій частині Русі був слабкий Куремса.
Наприкінці 1254 року король Данило почав військову кампанію проти татар. Куремса спробував перейти в контрнаступ і виступив зі своїм військом під Кременець, потім під Володимир і Луцьк, але був розгромлений. Це була перша руська перемога в боротьбі проти Монгольської імперії.
1254—1255 — військо короля звільнило від загонів Куремси землі вздовж Південного Бугу, Случі та Тетеріва, взяло Возвягель. Данилу вдалося відстояти від татар Бакоту (Поділля) та повернути зайняті ними міста на Волині.
У Каракорумі ствердився великий хан Хубілай, на місце Куремси призначили заповзятливого Бурундая. Він посварив короля з Міндовгом, досяг того, що в його поході на Литву 1258 року брали участь галицькі дружини під проводом Василія Романовича, попри те, що Данило був сватом Міндовга.
Союзників у короля Данила не виявилося: Адальберт IV був послаблений поразкою від чехів (він знову намагався оволодіти австрійським спадком). Коли Бурундай зажадав, аби король прибув до нього, він відправив замість себе сина Лева, сам поїхав до Польщі.
Продемонструвавши свою силу, Бурундай прийшов на землі Галичини й Волині з великим військом, заявивши: «Якщо хочете жити з нами у злагоді, то розкидайте всі ваші міста». Романовичі змушені були зруйнувати все, що будували довгі роки. Вони розібрали фортифікації Луцька, Кременця, Данилова, Львова. Королівство Русь позбулося головних пунктів опору у війні з монголами. Вдалося зберегти лише Холм. 1260 року загони Бурундая залишили Галичину та Волинь.
Татари також змусили галицькі дружини до участі в їхньому поході на Польщу. 1262 року Василій відбив набіг Міндовгів, наздогнавши та винищивши обтяжених здобиччю литовців біля міста Небеля.
1262 року в Тернаві зустрівся з польським князем Болеславом V Сором'язливим, проводив перемовини про розмежування, «положиша ряд межи собою о землю Рускую и Лядську».
З усіх зовнішніх дій найуспішнішим був його похід на ятвягів, яких вдалося нарешті змусити платити данину.

### Внутрішня політика

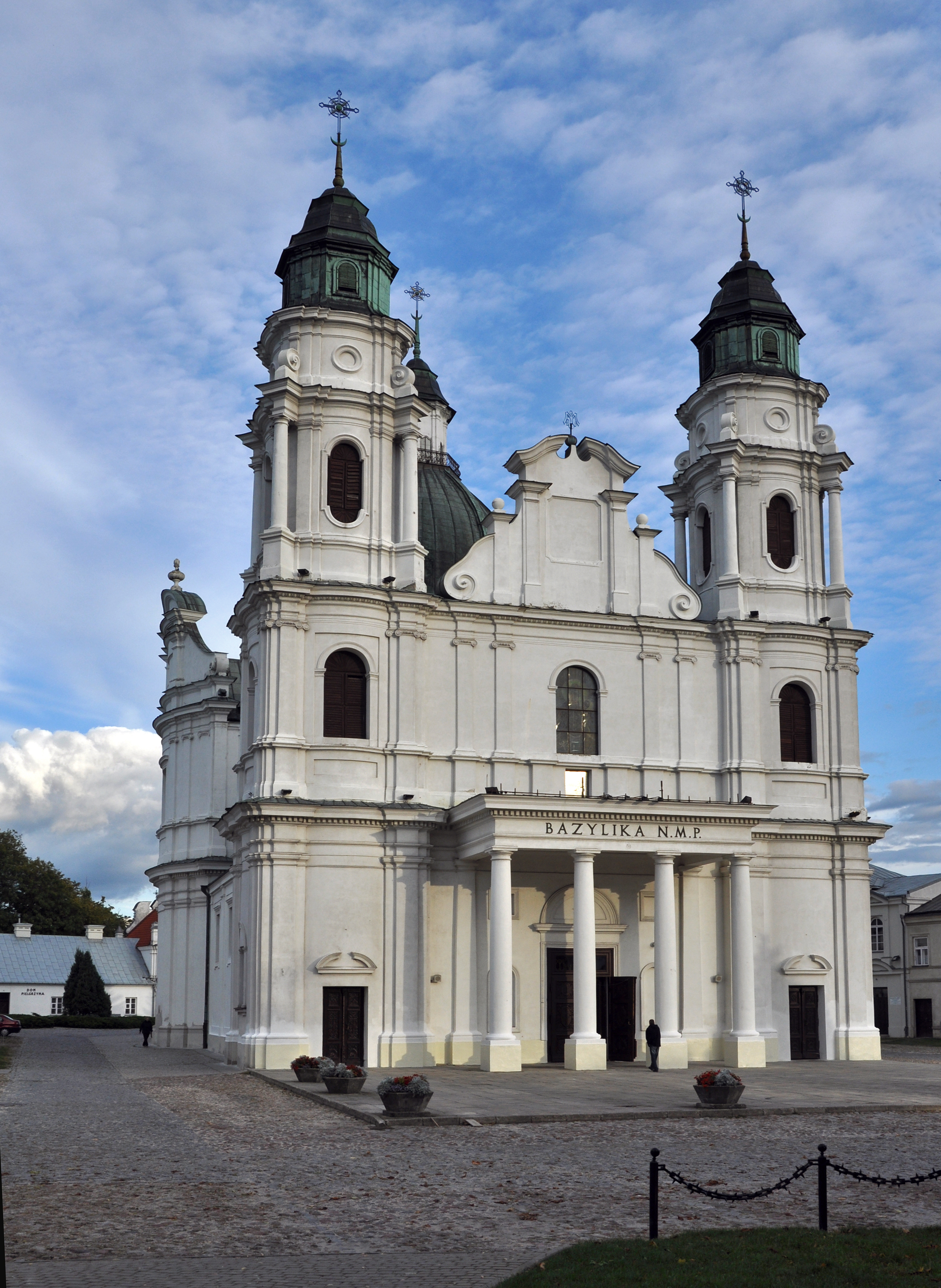
Собор Різдва Пресвятої Богородиці у місті Холм — місце поховання короля Данила Романовича

Вів тривалу боротьбу з галицькими боярами, які прагнули не допустити зміцнення влади Романовичів у Галицькому князівстві. Окрім того, на Галичину претендували і намагалися в ній закріпитися чернігово-сіверські та київські князі, угорський король Бела IV. Опирався на підтримку дрібних і середніх служивих феодалів та міщан, зацікавлених у зміцненні його влади.
У 1251—1253 роках Данило дарував половцям хана Тегака землі на Берестейщині, для захисту північної Волині від нападів ятвягів та Міндовгів. Кочовики заснували там 40 поселень й зберігали свою ідентичність до початку XVI ст.
Реформував військо, створивши важко озброєну піхоту з селян та важку кінноту на зразок західного рицарства, приборкав боярство.
Проводив активну прозахідну політику. Під його владою поширювалися західноєвропейські культурні впливи, прищеплювалися відповідні державні адміністративні форми, зокрема в житті міст. Побудував ряд нових міст (Холм, Львів тощо), переніс столицю з Галича — міста боярських заколотів — до Холма.
Для зміцнення міжнародного авторитету держави 1246 року заснував у Галичі церковну православну митрополію, що перебрала на себе функції загальноруської. Митрополитом було призначено одного з подвижників князя — печатника Кирила.
Дозволив також проповідувати францисканцям. Відомо, що при дворі короля Данила І були присутні тамплієри.
1264 року Данило занедужав і помер у Холмі, де був похований у церкві святої Богородиці, яку збудували за його життя. Літописець, оплакуючи його смерть, назвав його «другим по Соломонові», очевидно натякаючи на його мудре правління. Як повідомляє Галицько-Волинський літопис, тоді ж, коли король Данило помер, повз Землю пролітала комета.

## Сім'я
- Батько: Роман (бл. 1152—1205), князь новгородський (1168—1170), володимирський (1170—1187, 1188—1205), галицький (1187—1188, 1199—1205), великий князь київський (1204)
- Матір: Єфросинія-Анна (пом. після 1253) — ймовірно, донька візантійського імператора Ісаака II Ангела та Ірини, Велика княжна Київська (1203—1205).
- Брат — Василько Романович (1203—1269).
- Дружина — Анна Мстиславна
- Діти: Іраклій, Лев, Роман, Шварно, Мстислав, Переяслава, Устинія, Софія.

## У культурі

### Кіно
- 1987: Данило — князь Галицький
- 2018: Король Данило

### Нумізматика. Фалеристика
- У 1998 році Національний Банк України випустив пам'ятну срібну монету зі срібла присвячену Данилу.
- Орден Данила Галицького (з 2003) — державна нагорода України для військовиків і держслужбовців.

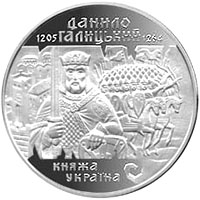
Монета НБУ
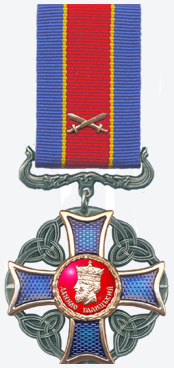
Орден

### Скульптура та меморіальні дошки
- Данилу Галицькому встановлено пам'ятники в містах України (Львові, Галичі, Тернополі, Володимирі, Івано-Франківську).

Галич
Івано-Франківськ
Тернопіль
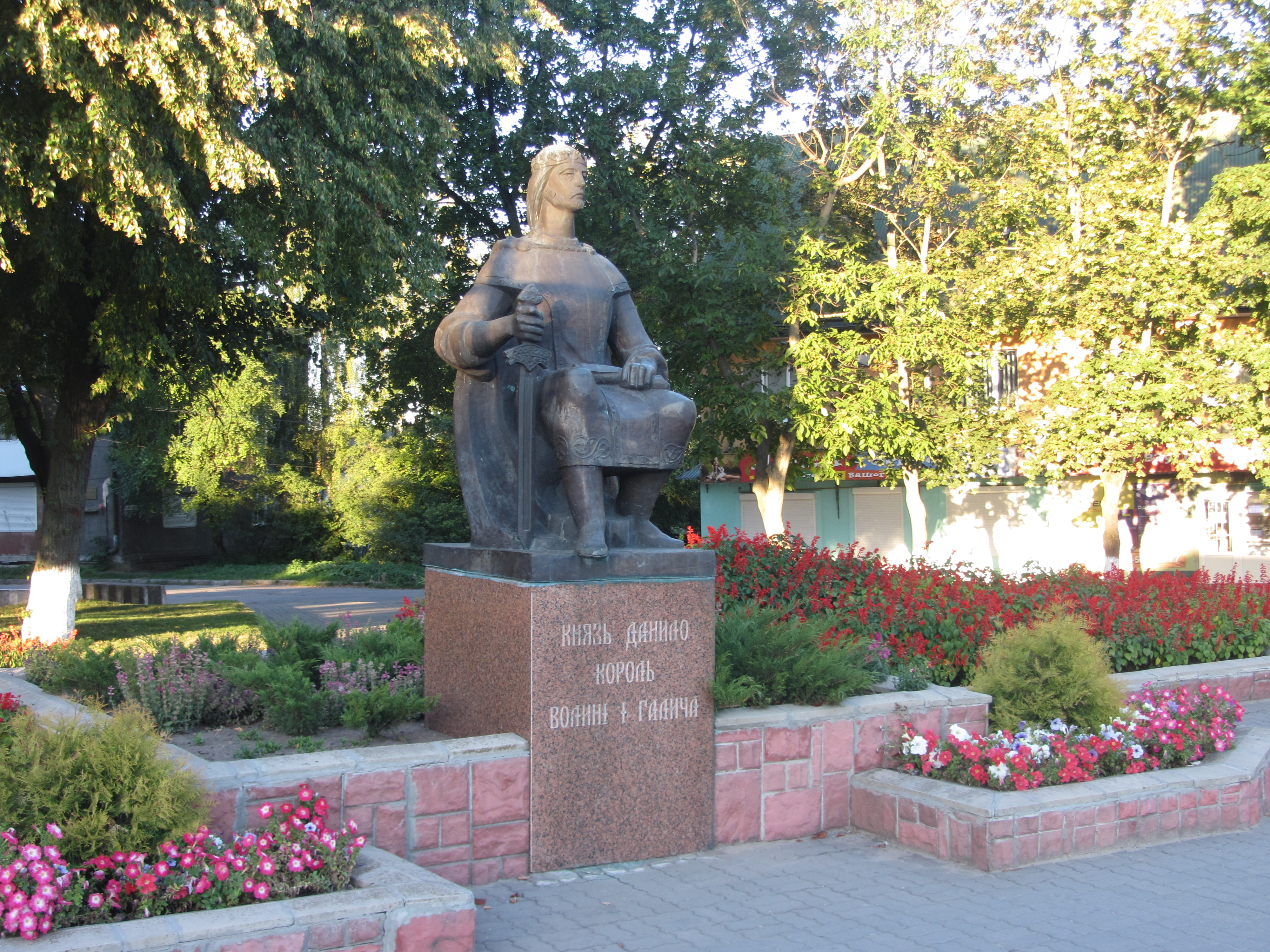
Володимир
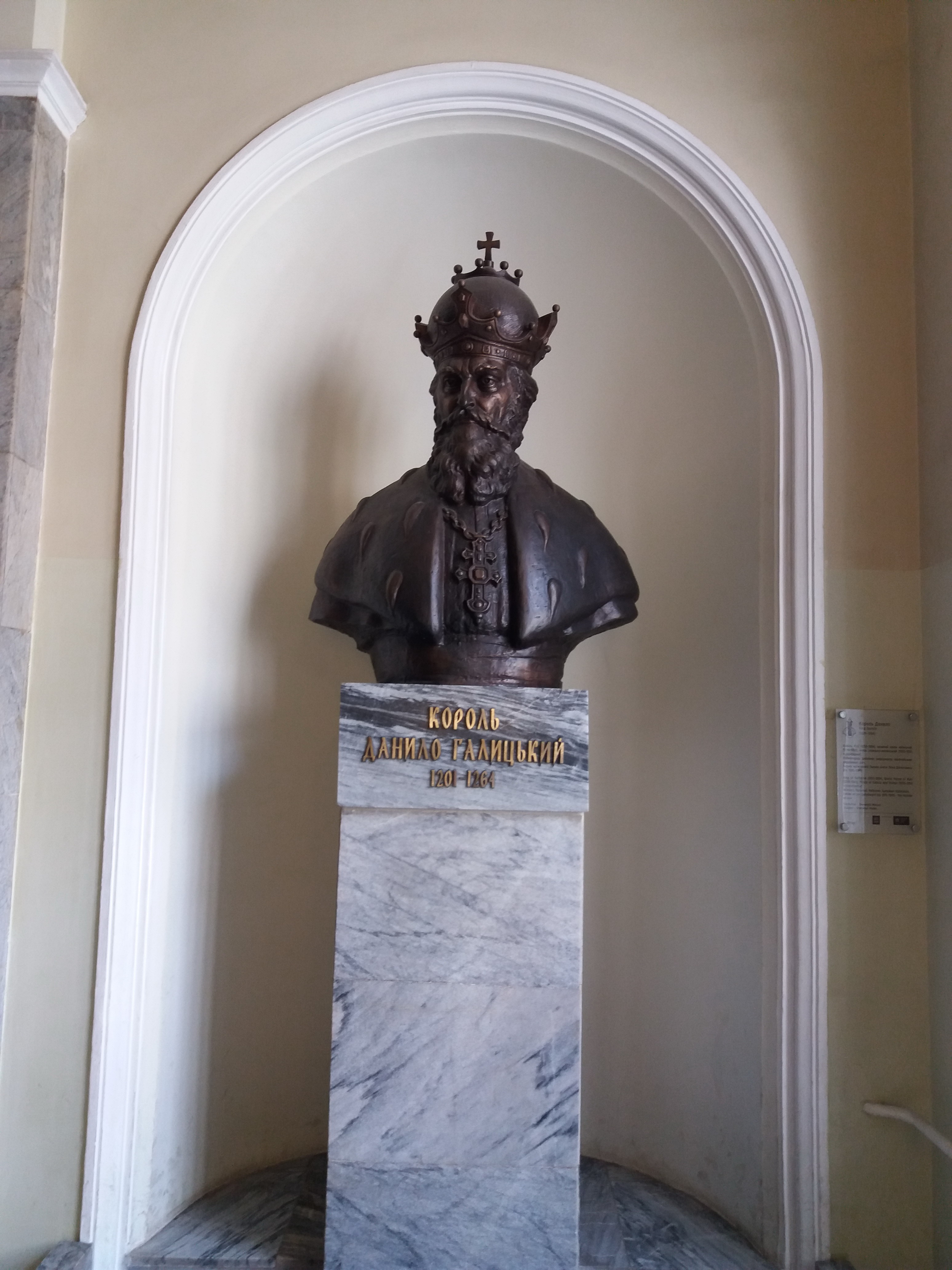
Погруддя у Львівській ратуші
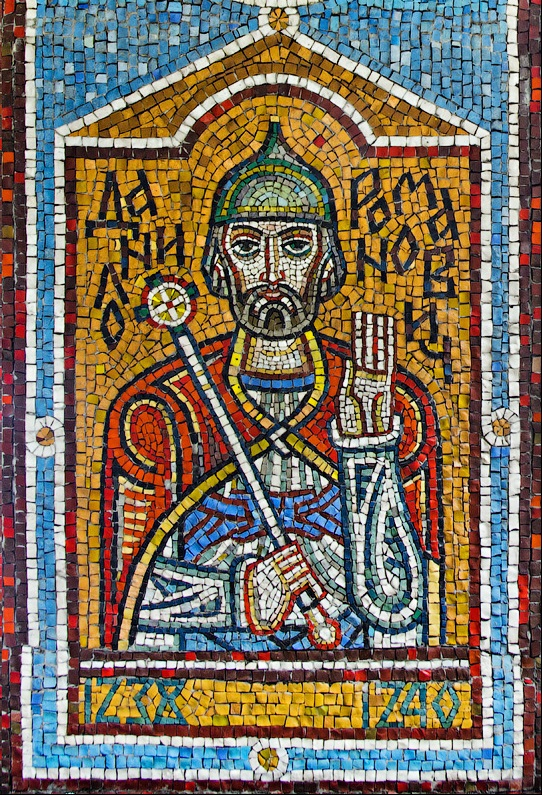
Мозаїка на станції метро «Золоті ворота» у Києві
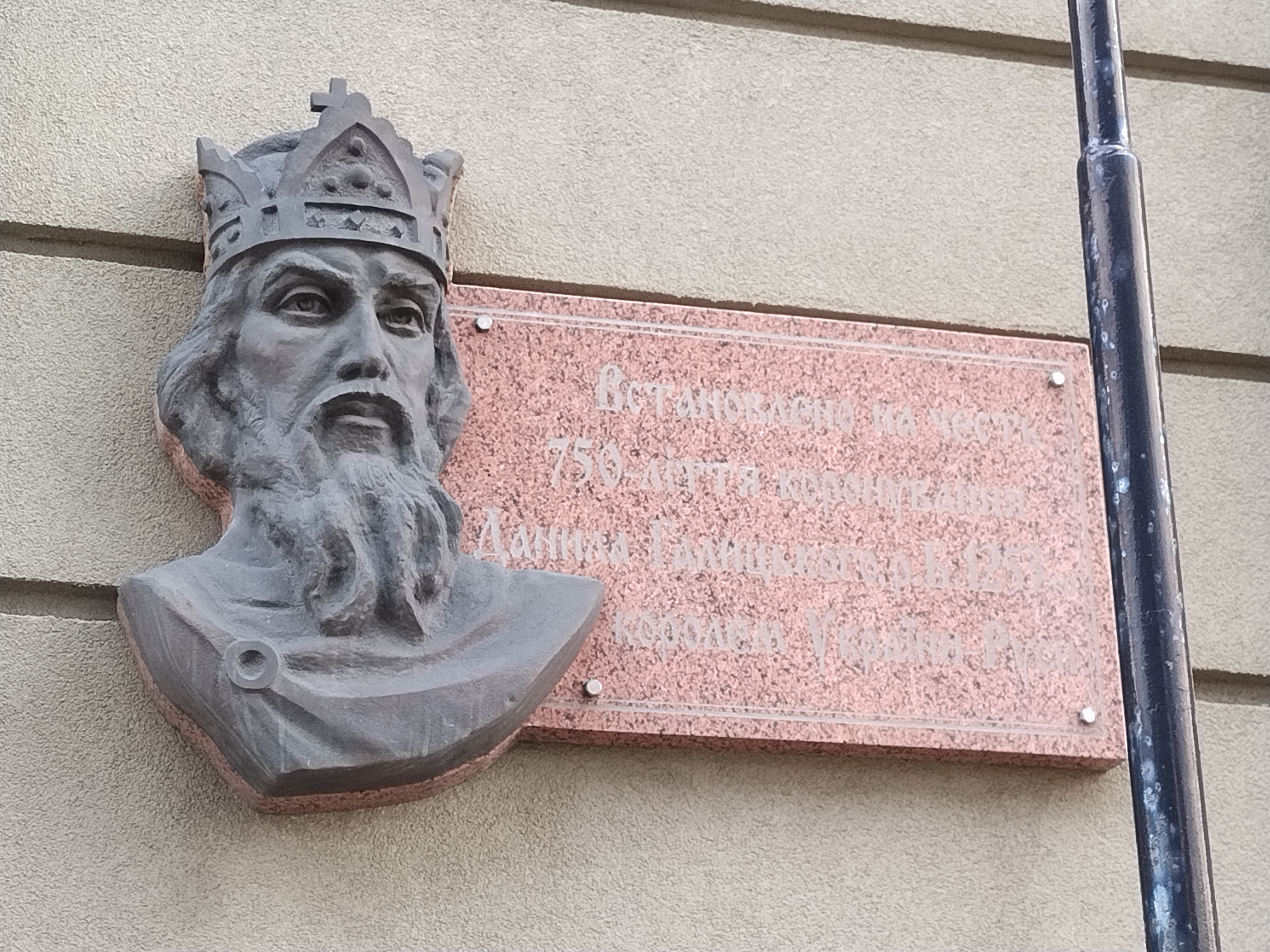
Меморіальна дошка на вул. Драгоманова, 1а у Луцьку
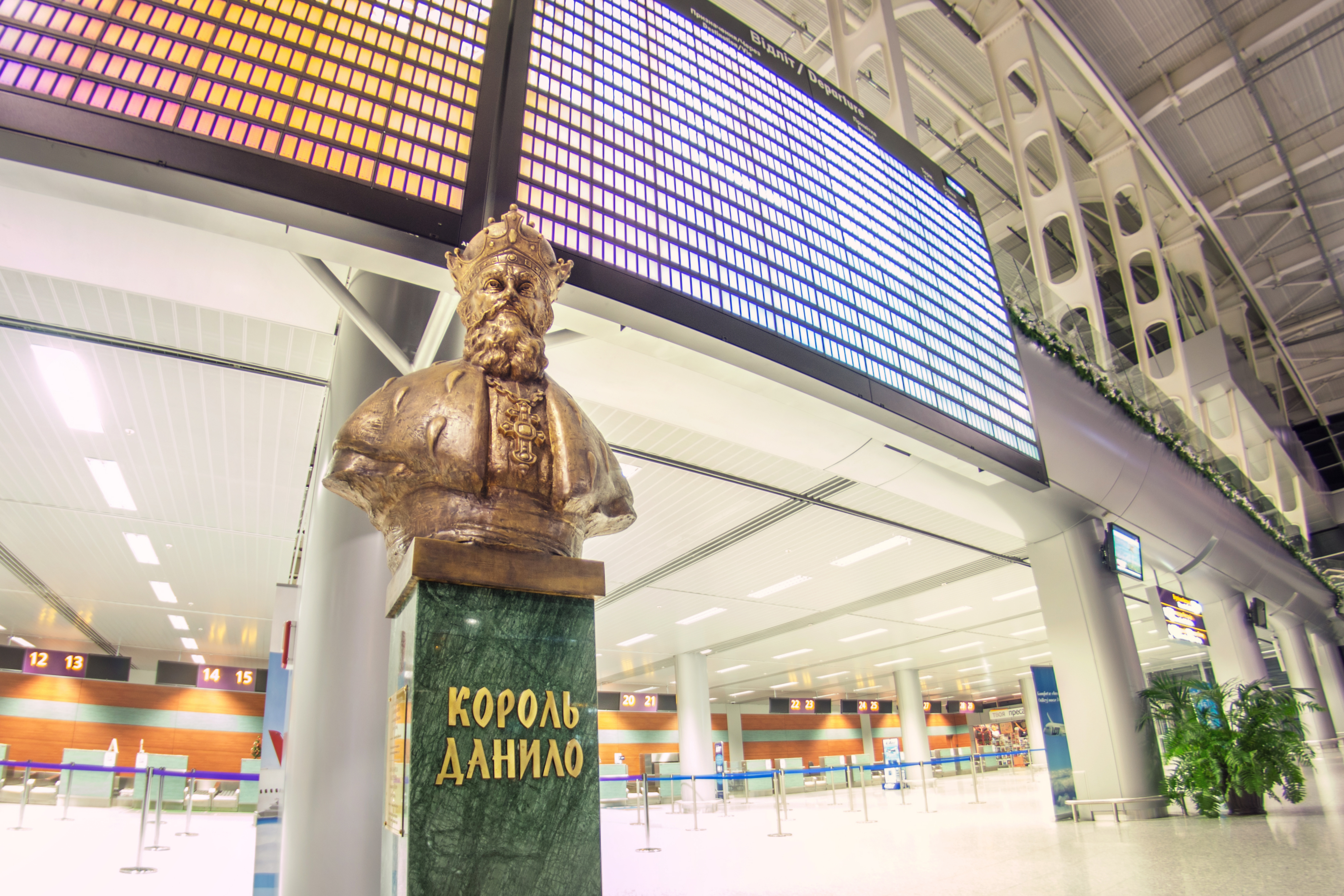
Погруддя у приміщені Міжнародного аеропорту «Львів» ім. Данила Галицького

### Театр, музика
- Данило Галицький (опера, музика М. Волинського, лібрето Р. Горака)[17]

### Об'єкти, названі на честь Данила Романовича
На честь нього названі:
- Університет Короля Данила
- Львівський національний медичний університет імені Данила Галицького
- 24-та окрема механізована бригада імені короля Данила
- «Міжнародне спортивне товариство Короля Данила»[18]
- Пластовий Курінь УПЮ ч. 1 ім. Короля Данила. Станиця Львів.
- Міжнародний аеропорт «Львів» імені Данила Галицького.

Вулиці Данила Галицького у різних містах України
- Вулиця Данила Галицького у Вінниці[19].
- Вулиця Данила Галицького у Луцьку.
- Вулиця Данила Галицького у Володимирі.
- Вулиця Данила Галицького у Дніпрі.
- Вулиця Данила Галицького у Дрогобичі.
- Бульвар Данила Галицького у Тернополі.
- Вулиця Данила Галицького у Кам'янець-Подільському
- Вулиця Короля Данила у Броварах
- Вулиця Короля Данила у Івано-Франківську.
- Вулиця Короля Данила у Кривому Розі.
- Вулиця Короля Данила у Нікополі.
- Вулиця Короля Данила у Хмельницькому.
- Вулиця Короля Данила у Черкасах.
- Провулок Короля Данила Романовича у Первомайську.
- Площа Данила Галицького у Львові.

### Монографії
- Войтович Л.  Князівські династії Східної Європи (кінець IX — початок XVI ст.). Львів: Інститут українознавства, 2000.
- Войтович Л. Княжа доба: портрети еліти . — Біла Церква, 2006.
- Войтович Л. Князь Лев Данилович [Архівовано 23 лютого 2020 у Wayback Machine.]. — Львів, 2012.
- Войтович Л. Праці про Галицько-Волинське князівство і короля Данила — 17 книг і статей [Архівовано 18 квітня 2012 у Wayback Machine.].
- Котляр М. Ф. Данило Галицький. — К., 1979 (2001 [Архівовано 20 червня 2009 у Wayback Machine.]).
- Крип'якевич І. Галицько-волинське князівство [Архівовано 6 травня 2015 у Wayback Machine.]. — К., 1984.
- Dąbrowski D. Daniel Romanowicz król Rusi (ok. 1201—1264). Biografia polityczna. — Kraków : Avalon, 2012. (пол.)

### Довідники
- Данило Галицький // Україна в міжнародних відносинах. Енциклопедичний словник-довідник. Випуск 5. Біографічна частина: А-М / Відп. ред. М. М. Варварцев. — К. : Ін-т історії України НАН України, 2014. — С. 125—127.
- Данило Романович // Українська мала енциклопедія : 16 кн. : у 8 т. / проф. Є. Онацький. — Накладом Адміністратури УАПЦ в Аргентині. — Буенос-Айрес, 1958. — Т. 2 : Д — Є, кн. 3. — С. 305-306. — 1000 екз.
- Данило Романович // Енциклопедія українознавства : Словникова частина : [в 11 т.] / Наукове товариство імені Шевченка ; гол. ред. проф., д-р Володимир Кубійович. — Париж — Нью-Йорк : Молоде життя, 1955—1995. — ISBN 5-7707-4049-3. — С. 487—488.
- Котляр М. Ф. Данило Галицький, Данило-Іоанн Романович Галицький [Архівовано 4 червня 2016 у Wayback Machine.] // Енциклопедія історії України : у 10 т. / редкол.: В. А. Смолій (голова) та ін. ; Інститут історії України НАН України. — К. : Наукова думка, 2004. — Т. 2 : Г — Д. — С. 288—289. — ISBN 966-00-0405-2.
- Ричка В. Галицький Данило // Політична енциклопедія. — К.: Парламентське видавництво, 2011. — С. 126.

### Статті
- Добржанський О., Яценюк Ф. Король Данило Романович в українській історіографії [Архівовано 25 січня 2022 у Wayback Machine.] // Rocznik Instytutu Europy Środkowo-Wschodniej. — Lublin, 2014. — R. 12, z. 6. — С. 95—111.
- Войтович Л. В. Король Данило Романович: політик і полководець [Архівовано 23 серпня 2021 у Wayback Machine.] // Доба Короля Данила в науці, мистецтві, літературі (Матеріали міжнародної наукової конференції. 29-30 листопада 2007 р. Львів). — Львів, 2008. — С. 22—97.
- Яценюк Г. Від підданства до війни: взаємини князя Данила Романовича з золотоординськими ханами у 1246—1260 рр. [Архівовано 25 січня 2022 у Wayback Machine.] // Rocznik Instytutu Europy Środkowo-Wschodniej. — Lublin, 2014. — R. 12, z. 6. — С. 63—78.
- Головко О. Б. Коронація князя Данила Романовича в контексті ідеологічного життя і міжнародних відносин слов'янства Східної Європи // Наукові праці Кам'янець-Подільського національного університету імені Івана Огієнка. Історичні науки; [редкол.: В. С. Степанков (відп. ред.), С. А. Копилов (заст. відп. ред.), В. В. Газін (відп. секретар) та ін.]. — Кам'янець-Подільський: ПП «Медобори-2006», 2013. — Т. 23: На пошану професора С. А. Копилова. — С. 213—230.
- Зема В. Східна політика папи Інокентія IV і коронування Данила Романовича // Україна в Центрально-Східній Європі / Інститут історії України, Національна академія наук України. — 2021. — Вип. 19—20. — С. 13—51.